# Rudolf Schlesinger
Pour les articles homonymes, voir Rudolf et Schlesinger.
Rudolf B. Schlesinger, né le 4 février 1901 à Vienne en Autriche, mort le 11 novembre 1969 à Glasgow en Écosse, est un théoricien marxiste et un spécialiste britannique de l’URSS. Il a publié des travaux dans de nombreuses disciplines universitaires : formé en tant qu’économiste, il s’est également intéressé à la sociologie, à l’histoire, à la théorie politique et au droit. 

## Biographie
Membre du Parti communiste d'Allemagne à partir de 1926, il est témoin de la montée en puissance du national-socialisme. Lorsque l’organisation devient illégale avec l’accession au pouvoir de Hitler, ses activités en tant que collaborateur des organes de presse du Parti lui valent d’être interrogé et torturé pendant des semaines par la milice nazie des SA. 
Schlesinger a occupé deux postes à responsabilité en URSS, signe que sa place dans le Parti communiste était importante. En 1926-1927 il travaille pour l’Institut agraire international de Moscou, nouvellement établi, où il dirige un département centré sur les problèmes agraires de l’Europe centrale et occidentale. Puis, en 1935-1936, Schlesinger est l’éditeur de la publication officielle allemande du Komintern, basée à Moscou. Il est chassé d'Union soviétique en 1936, au cours des Grandes Purges. Sous la menace d’une arrestation en Allemagne, Schlesinger et sa femme s’exilent alors en Tchécoslovaquie. Ce séjour est de courte durée car à la suite de l’invasion du pays par l’Allemagne, en 1939, ils sont forcés de s’enfuir à nouveau. Ils parviennent finalement à se réfugier en Grande-Bretagne, où Schlesinger commence une carrière universitaire.
Il est le cofondateur de l’Institut d’Etudes Soviétiques et Est-Européennes de l’Université de Glasgow. Il a édité la revue Soviet Studies, qu'il a fondée avec Jack Miller en 1949 et à laquelle Edward Hallett Carr a apporté son soutien. Il a également édité, vers la fin de sa vie, la revue Co-Existence. A Journal for the Comparative Study of Economics, Sociology and Politics in a Changing World, publication semestrielle dont le premier numéro est paru en mai 1964. Aux côtés de Karl Polanyi et d'Oskar Lange, Rudolf Schlesinger a joué un rôle majeur dans la formation de cette revue. Il était partisan de la coexistence entre les deux blocs qui s'affrontaient au cours de la guerre froide et s'est attaché à entretenir le dialogue intellectuel entre l’Est et l’Ouest.

## Publications
- Soviet Legal Theory : Its Social Background and Development, Londres, 1945, 299 p.
- Federalism in Central and Eastern Europe, Londres, 1945, 533 p.
- The Spirit of Post-War Russia : Soviet Ideology 1917-1946, Londres, Dobson, 1947, 187 p.
- The Family in the USSR : Documents and readings (Changing attitudes in Soviet Russia), Londres, Routledge and Kegan Paul, 1949, 408 p.
- Marx : His Times and Ours, Londres, Routledge and Kegan Paul, 1950, 440 p.
- Central European Democracy and Its Background : Economic and Political Group Organization, Routledge and Kegan Paul, 1953.
- The Nationalities Problem and Soviet Administration : Selected Readings on the Development of Soviet Nationalities Policies, Londres, Routledge, 1956.
- History of the Communist Party of the USSR, Past and Present, Bombay, Orient Longman, 1977, 485 p.